# Corde de verticalité
Pour les articles homonymes, voir corde.
Cet article concerne les cordes d'escalade et de spéléologie. Pour les bouts utilisés en nautisme à la voile, voir Cordage (bateau).
 (avril 2012).
Si vous disposez d'ouvrages ou d'articles de référence ou si vous connaissez des sites web de qualité traitant du thème abordé ici, merci de compléter l'article en donnant les références utiles à sa vérifiabilité et en les liant à la section « Notes et références ».

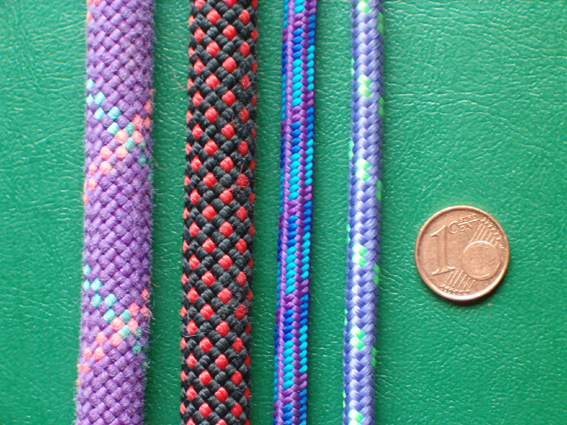
Différents types de cordes et cordelettes.

Une corde de verticalité est une corde destinée à être utilisée comme élément de la chaîne d'assurage protégeant des risques de chutes et de leurs conséquences lors d'activités verticales de sports, de loisirs, de travaux verticaux professionnels ou de secours. Chaque activité demande certaines exigences mécaniques et techniques, donc un choix de cordes de type dynamique ou statique.

## Historique

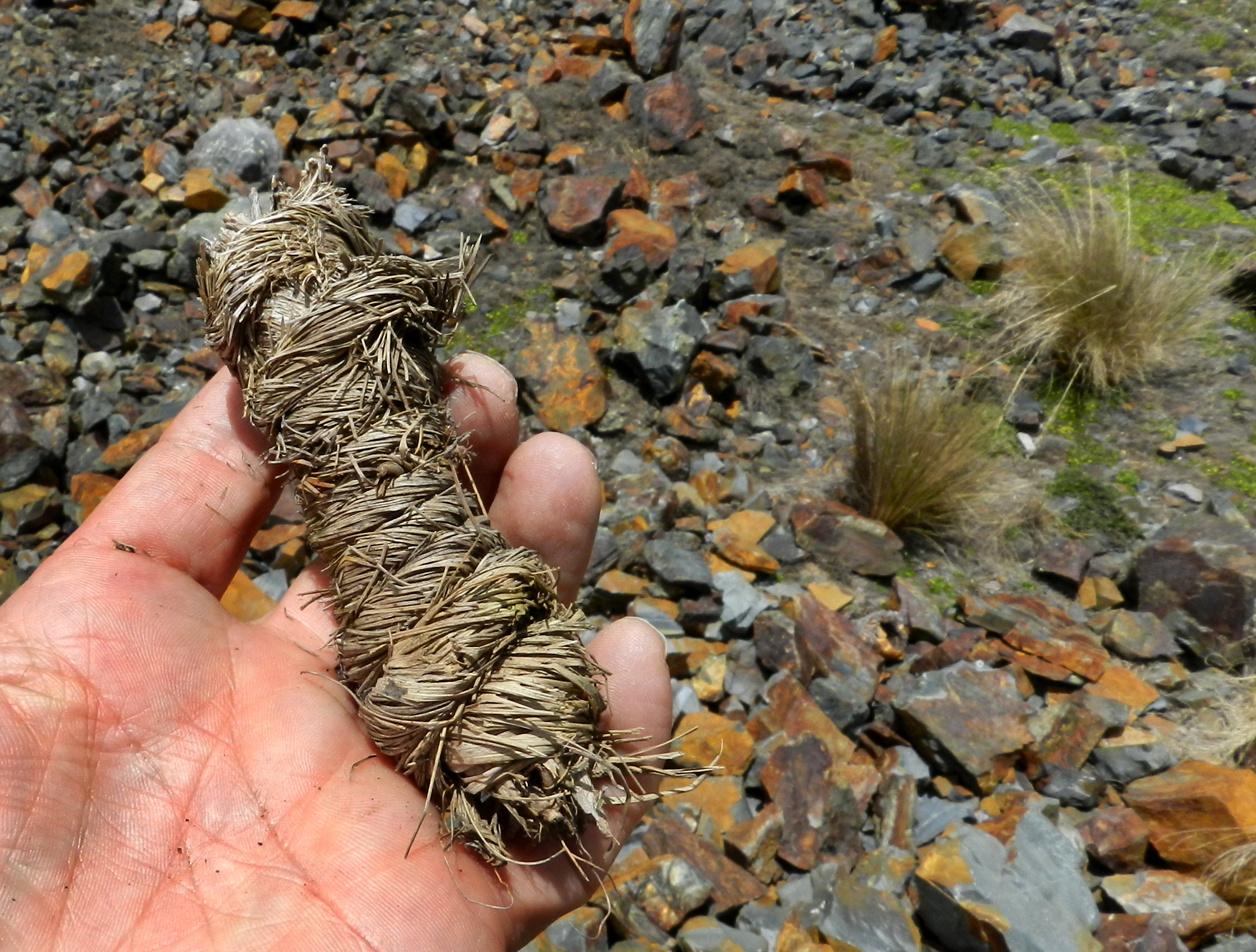
Corde en fibres végétales des mines de cuivre de Chillata, Sorata, Laracaja, La Paz, Bolivie.

Les cordes naturelles utilisées jadis en montagne avaient de nombreux inconvénients face aux cordes actuelles en fibres synthétiques. Elles perdaient beaucoup de leur résistance en conditions humides, et vieillissaient plus vite sous l'action des moisissures. En outre, elles présentaient le principal défaut de casser net sous l'effet d'un choc violent. Les rayons solaires les faisaient aussi se dégrader plus rapidement. Diverses fibres végétales ont été utilisées : principalement le chanvre, mais aussi le coton, le sisal et la fibre de coco. Les cordes en fibres naturelles ne sont plus utilisées aujourd'hui en montagne par les occidentaux.
Les cordes en fibres naturelles n'étaient constituées que de fibres tressées. Actuellement, les cordes de sport sont constituées d'une gaine tissée (fibres entrecroisées) et d'une âme en fibres tressées. Les deux parties ne sont pas toujours constituées de la même matière. Les cordes uniquement tressées ne sont pas utilisées en sports de montagne.

## Matériaux

### Polyamide
Le polyamide (nylon) est la fibre la plus utilisée, du fait de sa grande résistance et de sa bonne élasticité. Néanmoins, d'autres types de fibres peuvent être utilisés pour des avantages spécifiques.

### Polypropylène
Le polypropylène a une faible densité, ce qui permet de fabriquer des cordes flottantes. Sensible à l'abrasion et à la chaleur, il doit impérativement être utilisé avec une gaine en nylon. C'est une matière moins résistante que le nylon, mais son faible coût permet de faire des cordes de grand diamètre.

### Polyester
Le polyester et le polyéthylène sont parfois utilisés, notamment pour des questions de coût.

### Kevlar
Le Kevlar et le Dyneema, fibres très résistantes au frottement, sont utilisées uniquement pour des usages statiques, comme les sangles des dégaines ou pour confectionner des amarrages. Elles n'ont en effet aucune élasticité : une cordelette faite de ces fibres serait susceptible de se rompre lors d'un choc qui la tendrait soudainement. La température de fusion très basse de la fibre Dyneema interdit toute utilisation où une cordelette de ce matériau pourrait glisser sur une autre corde ou sur elle-même.

## Types
Sur le plan de l'élasticité, les cordes se divisent en deux grands groupes : les cordes dynamiques, qui peuvent encaisser des chutes, et les cordes statiques, pour les remontées sur cordes et descentes en rappel. On trouve également des cordes semi-statiques habituellement utilisées dans le cadre d'applications industrielles[réf. nécessaire].

### Cordes dynamiques
Les cordes dynamiques sont essentiellement utilisées en escalade et en alpinisme, conçues pour l'escalade en tête. On les nomme dynamiques car elles possèdent une certaine capacité d'allongement, située entre 8 et 10 % et jusqu'à 30 % lors d'une chute. La conservation de cette élasticité, qui permet de dissiper l'énergie de la chute et ainsi d'amortir les chocs, est leur principale caractéristique.
Pour correspondre aux normes européennes de sécurité, une corde dynamique doit être capable (vérification par des tests lors de l'homologation) de résister et d'amortir correctement au moins 5 chutes de facteur 1,77 (NF EN 892). Les fabricants annoncent cependant un plus grand nombre de chocs supportés, allant de 7 à 12.
Toujours dans le cadre des normes européennes, la force de choc est une mesure qui vise à imposer un confort minimal lors du choc. Elle correspond à la force maximale (décélération) exercée sur le corps retenu dans sa chute, entre le début du freinage et l'arrêt du mouvement. Elle est habituellement exprimée en kilonewtons (kN). Cette valeur est limitée à 8 kN pour les cordes à double et à 12 kN pour les cordes à simple et jumelées.

### Cordes statiques
Les cordes statiques sont essentiellement utilisées pour la progression sur corde en canyonisme et en spéléologie, pour les travaux de grande hauteur sur corde et les pratiques de secours d'urgence ou d'interventions et de sécurité.
Elles sont principalement utilisées pour les descentes en rappel et les remontées sur corde. Leur élasticité est inférieure à 4 % ; elles ne peuvent donc pas être utilisées en escalade en tête, faute de pouvoir absorber les chutes à force de choc élevée. Elles restent toutefois utilisable en moulinette sans chute et sans risque de cisaillement par le rocher. Leurs principales caractéristiques techniques sont les suivantes.

#### Charge de rupture
Charge qui correspond à la force sous laquelle la corde se casse. Cette force s'exprime habituellement en kN et varie entre 18 kN et 29 kN. C'est la solidité brute de la corde, mais qui n'est pas plus importante que le nombre de chutes de facteur 1.

#### Nombre de chutes de facteur 1
C'est le nombre de chutes par exemple au niveau du point d'ancrage pour 1m de corde pour 1m de chute pour une masse de 100 kg, et entraînant la rupture de la corde. Il doit être au moins égal à 2 nombres de chutes, mais il est souvent situé entre 5 et 15. Il dépend en partie de l'allongement, que l'on mesure en passant de 50 kg à 150 kg de poids soutenu. Il varie entre 3 et 5 %, et conditionne la force de choc, qui correspond à la FMI utilisée pour les cordes dynamiques, mais avec un facteur de chute de 0,3. Cette valeur varie autour de 5 kN.

### Corde semi-statiques
Certaines cordes offrant un allongement maximal pour des cordes statiques d'environ 5 % sont dénommées « cordes semi-statiques » et sont strictement réservées à cet usage. Elles sont étudiées pour offrir à l'utilisateur davantage de confort et une meilleure résistance face aux frottements. Elles sont cependant difficiles à utiliser dans les remontées ou rappels longs ou acrobatiques car elles rendent la gestion de la montée ou descente plus aléatoire.

#### Cordelette
Selon la norme EN 564, une cordelette utilisable en alpinisme et en escalade est une corde semi-statique de diamètre 8 mm maximum. Ces cordelettes peuvent être utilisées pour confectionner des anneaux pour des systèmes de sécurité, des amarrages, des pédales, des auto-bloquants de type nœud de Machard ou de Prusik. Il en existe de tous diamètres, entre 2 et 8 mm, et de diverses composition. Des cordelettes (au sens des normes européennes en vigueur) semi-statiques de 8 mm sont utilisées en spéléologie mais leur résistance et leur tolérance aux frottements inférieures aux cordes de plus gros diamètre imposent de les utiliser de manière rigoureuse en respectant strictement les règles de pose.

## Utilisations

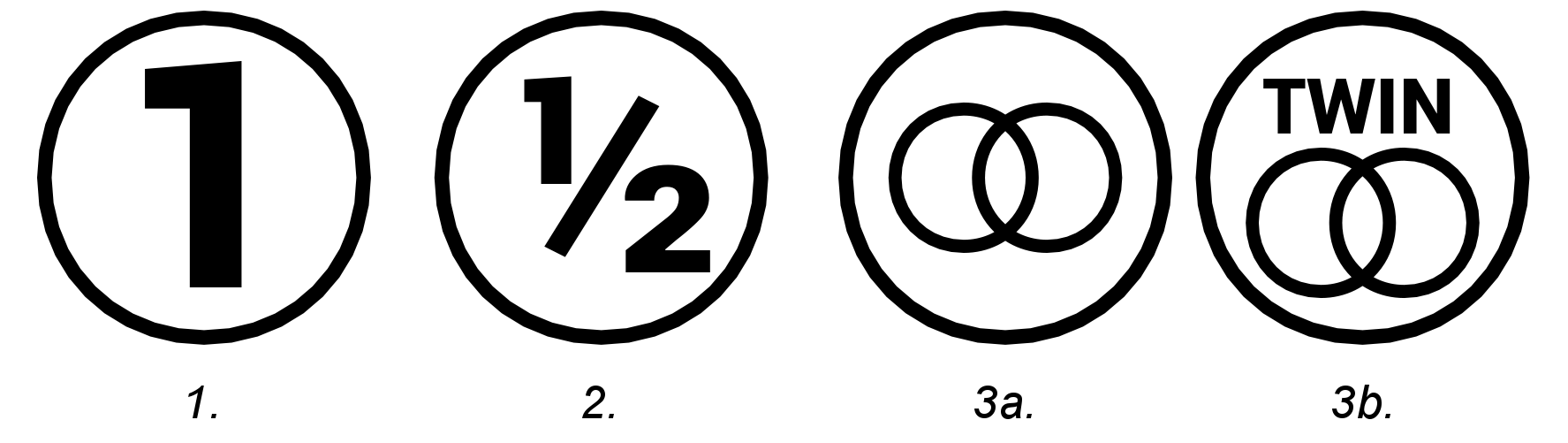
Sigles du type d'utilisation : 1 - à simple, ½ - à double, deux cercles - jumelées.

### En escalade et alpinisme
L'utilisation des cordes dynamiques est dite à simple lorsque l'utilisateur est assuré par un seul brin de corde ; à double lorsqu'il est assuré par deux brins indépendants clippés alternativement aux points d'ancrage ; jumelée lorsqu'il est assuré par deux brins indépendants mais tous les deux clippés aux points d'ancrage. Une corde dynamique peut avoir un seul ou plusieurs types d'utilisation. La norme EN-892/UIAA-101 définit les spécifications des cordes d'escalade dynamiques selon l'utilisation prévue. Le ou les types de corde sont rappelés sur l'étiquette de la corde, s'il y en a une, et sur la notice technique du constructeur, par un « 1 », « ½ » ou deux cercles unis est inscrit dans un cercle.
Les caractéristiques des cordes semi-statiques sont elles régies par les normes EN-1891 ou NFPA-1983. Les cordelettes, statiques, répondent à la norme EN-564/UIAA-102 ; leur résistance réglementaire augmente proportionnellement au carré du diamètre.

### En canyonisme
Le canyoniste descend sur un seul brin de corde, généralement réglé au ras de l'eau. Ce type de descente est à privilégier, afin de pouvoir pratiquer le canyonisme dans les règles de sécurité, notamment en facilitant la mise en place d'équipements de descente débrayables (permettant de dégager une équipier coincé sur la corde sous l'eau). La descente à double, utilisée historiquement, est à proscrire car elle rend très compliquée l'intervention sur corde afin de secourir un équipier.

### En spéléologie
Les cordes sont toujours utilisées en simple. Ce sont des cordes semi-statiques, sauf dans certains cas particuliers ou pour la fabrication des longes. Leur diamètre se situe entre 8,5 et 10,5 mm. Des cordes d'un diamètre de 8 mm ne peuvent pas être homologuées relativement aux normes européennes et sont donc considérées comme des cordelettes au sens de ces normes.

## Caractéristiques diverses

### Flottabilité
Des cordes spécifiques au canyonisme ont une âme en polypropylène afin de flotter à la surface de l'eau. Ce polymère ayant un point de fusion assez bas (180 °C environ), elles doivent être utilisées mouillées et « à double » (pour les modèles actuellement sur le marché)[réf. souhaitée]. L'échauffement dû au descendeur pourrait en effet entraîner un affaiblissement de la corde, voire sa rupture, dans une utilisation à sec.

### Imperméabilité
Certaines cordes ont un « traitement dry » visant à imperméabiliser la corde. Ce traitement limite l'absorption d'eau par la corde ; il augmente aussi le glissement et la résistance à l'abrasion. Le traitement dry est préconisé en alpinisme, pour la pratique sur neige et l'escalade glaciaire.

### Vieillissement et usure
Une corde possède encore les caractéristiques nécessaires à son utilisation normale avec un vieillissement de dix ans en parfaites conditions de stockage et sans utilisation. Cette durée constitue un « âge maximal » pour une corde, chaque utilisation réduit cette possibilité de conservation de caractéristiques. Ainsi, une corde utilisée occasionnellement ne devra pas être utilisée pendant plus de six ans. Avec une utilisation normale, une corde doit être régulièrement vérifiée, afin de détecter des éventuelles zones d'usure, où la gaine laisserait apparaître l'âme, ou bien des zones de moindre résistance à la courbure, qui pourraient laisser supposer une détérioration de l'âme (par exemple due à un écrasement lors d'une chute de pierre).
Une corde doit être réformée pour toute mise en contact avec des produits corrosifs (acide, base, solvants), et à plus forte raison s'il s'agit d'une substance dont on ne connaît pas les propriétés.
En alpinisme, la corde doit être protégée des crampons dont les pointes peuvent la détériorer durant la progression si elle n'est pas tendue (progression à corde tendue).